# Cala di Volpe
Cala di Volpe è un mini porto naturale che si trova in territorio di Arzachena, nella parte nord-est della Sardegna, nella regione storica e geografica meglio conosciuta come Gallura, sulla Costa Smeralda. Cala di Volpe è posta tra la spiaggia Razza di Juncu e la spiaggia di Capriccioli. 
Tale baia è famosa anche per l'omonimo albergo di lusso progettato da Jacques Couelle e per il fatto che in estate è raggiunta dai superpanfili che ormeggiano sulle boe, che sono poste nella parte sud della cala. Cala di Volpe dispone anche di un piccolissimo molo in legno.
Alcune sequenze del film Agente 007 - La spia che mi amava vennero girate in questa località turistica.
Anche alcune puntate dell'Anime Jojo's Bizzarre Adventure - Golden Wind sono ambientate in questa località.